# Ringer-Europameisterschaften 1980
Die Ringer-Europameisterschaften 1980 wurden vom 20. April bis zum 27. April in Prievidza in der Tschechoslowakei ausgetragen. Gerungen wurde in den Stilarten griechisch-römisch (Greco) und Freistil der Herren, wobei in beiden Stilarten die Europameister in jeweils zehn Gewichtsklassen gesucht wurden.

## Griechisch-römisch, Männer

### Ergebnisse

#### Kategorie bis 48 kg
| Platz | Land           | Sportler              |
| ----- | -------------- | --------------------- |
| 1     | Polen          | Roman Kierpacz        |
| 2     | Sowjetunion    | Saksylik Uschkempirow |
| 3     | Bulgarien      | Totijo Andonow        |
| 4     | BR Deutschland | Markus Scherer        |
| 5     | Schweden       | Frank Andersson       |
| 6     | Ungarn         | Ferenc Seres          |
|       |                |                       |
| 10    | DDR            | Uwe Baumann           |

Titelverteidiger: Constantin Alexandru, Rumänien

Titelverteidiger Constantin Alexandru wurde lediglich Neunter.

#### Kategorie bis 52 kg
| Platz | Land             | Sportler          |
| ----- | ---------------- | ----------------- |
| 1     | Sowjetunion      | Wachtang Blagidse |
| 2     | BR Deutschland   | Rolf Krauß        |
| 3     | Bulgarien        | Mladen Mladenow   |
| 4     | Tschechoslowakei | Antonín Jelínek   |
| 5     | Rumänien         | Nicu Gângă        |
| 6     | Polen            | Leszek Majkowski  |
|       |                  |                   |
| 8     | DDR              | Heiko Röll        |

Titelverteidiger: Wachtang Blagidse, UdSSR

#### Kategorie bis 57 kg
| Platz | Land           | Sportler            |
| ----- | -------------- | ------------------- |
| 1     | Sowjetunion    | Witali Konstantinow |
| 2     | Schweden       | Benni Ljungbeck     |
| 3     | Belgien        | Julien Mewis        |
| 4     | BR Deutschland | Pasquale Passarelli |
| 5     | Ungarn         | Árpád Sipos         |
| 6     | Frankreich     | Michel Mercader     |

Titelverteidiger: Schamil Serikow, UdSSR

#### Kategorie bis 62 kg
| Platz | Land             | Sportler          |
| ----- | ---------------- | ----------------- |
| 1     | Sowjetunion      | Nelson Dawidjan   |
| 2     | Polen            | Ryszard Swierad   |
| 3     | Rumänien         | Ion Păun          |
| 4     | Tschechoslowakei | Michal Vejsada    |
| 5     | Jugoslawien      | Ivan Frgić        |
| 6     | Bulgarien        | Panajot Kirow     |
|       |                  |                   |
| 10    | BR Deutschland   | Thomas Passarelli |

Titelverteidiger: Stylianos Migiakis, Griechenland

Titelverteidiger Stylianos Migiakis wurde Siebter. Nelson Dawidjan aus Kiew holte mit dem EM-Sieg den letzten großen internationalen Triumph seiner Karriere. Der 30-jährige gewann zwei Welt- und zwei Europameisterschaften und holte bei den Olympischen Spielen 1976 die Silbermedaille.

#### Kategorie bis 68 kg
| Platz | Land           | Sportler             |
| ----- | -------------- | -------------------- |
| 1     | Rumänien       | Ștefan Rusu          |
| 2     | Sowjetunion    | Anatoli Krawtschenko |
| 3     | Finnland       | Tapio Sipilä         |
| 4     | Bulgarien      | Iwan Atanasow        |
| 5     | Österreich     | Reinhard Hartmann    |
| 6     | DDR            | Peter Thätner        |
|       |                |                      |
| 6     | BR Deutschland | Erich Klaus          |

Titelverteidiger: Ștefan Rusu, Rumänien

Damit gewann Rusu zum dritten Mal in Folge die Europameisterschaft.

#### Kategorie bis 74 kg
| Platz | Land           | Sportler                |
| ----- | -------------- | ----------------------- |
| 1     | Bulgarien      | Nedko Nedew             |
| 2     | Finnland       | Mikko Huhtala           |
| 3     | Sowjetunion    | Wjatscheslaw Mkrytschew |
| 4     | BR Deutschland | Karl-Heinz Helbing      |
| 5     | Ungarn         | Attila Nadasi           |
| 5     | Rumänien       | Gheorghe Ciobotaru      |
|       |                |                         |
| 12    | DDR            | Ronald Schulz           |
| 12    | Österreich     | Franz Ransmayr          |

Titelverteidiger: Ferenc Kocsis, Ungarn

#### Kategorie bis 82 kg
| Platz | Land           | Sportler       |
| ----- | -------------- | -------------- |
| 1     | Sowjetunion    | Gennadi Korban |
| 2     | Schweden       | Leif Andersson |
| 3     | Bulgarien      | Pawel Pawlow   |
| 4     | DDR            | Detlef Kühn    |
| 5     | Jugoslawien    | Karolj Kopas   |
| 6     | Rumänien       | Ion Draica     |
|       |                |                |
| 9     | Österreich     | Peter Danner   |
| 9     | BR Deutschland | Kurt Spaniol   |

Titelverteidiger: Ion Draica, Rumänien

#### Kategorie bis 90 kg
| Platz | Land           | Sportler         |
| ----- | -------------- | ---------------- |
| 1     | Sowjetunion    | Igor Kanygin     |
| 2     | Schweden       | Frank Andersson  |
| 3     | Bulgarien      | Stojan Nikolow   |
| 4     | Rumänien       | Petre Dicu       |
| 5     | Finnland       | Keijo Manni      |
| 6     | Ungarn         | Janos Fodor      |
|       |                |                  |
| 11    | BR Deutschland | Pedro Pawlidis   |
| 12    | Österreich     | Franz Pitschmann |

Titelverteidiger: Frank Andersson, Schweden

#### Kategorie bis 100 kg
| Platz | Land             | Sportler          |
| ----- | ---------------- | ----------------- |
| 1     | Bulgarien        | Georgi Rajkow     |
| 2     | Rumänien         | Vasile Andrei     |
| 3     | Ungarn           | József Farkas     |
| 4     | Polen            | Roman Bierła      |
| 5     | BR Deutschland   | Hans-Günter Klein |
| 6     | Tschechoslowakei | Oldřich Dvořák    |
| 6     | Dänemark         | Svend Studsgaard  |

Titelverteidiger: Nikolai Balboschin, UdSSR

#### Kategorie über 100 kg
| Platz | Land        | Sportler         |
| ----- | ----------- | ---------------- |
| 1     | Bulgarien   | Nikola Dinew     |
| 2     | Sowjetunion | Ewgeni Artjuchin |
| 3     | Jugoslawien | Prvoslav Ilić    |
| 4     | Rumänien    | Roman Codreanu   |
| 5     | Polen       | Marek Galiński   |
| 5     | Italien     | Antonio La Penna |

Titelverteidiger:

### Medaillenspiegel
| Rang | Land             | Gold | Silber | Bronze | Vierter | Fünfter | Sechster |
| ---- | ---------------- | ---- | ------ | ------ | ------- | ------- | -------- |
| 1    | Sowjetunion      | 5    | 3      | 1      | 0       | 0       | 0        |
| 2    | Bulgarien        | 3    | 0      | 4      | 1       | 0       | 1        |
| 3    | Rumänien         | 1    | 1      | 1      | 2       | 2       | 1        |
| 4    | Polen            | 1    | 1      | 0      | 1       | 1       | 1        |
| 5    | Schweden         | 0    | 3      | 0      | 0       | 1       | 0        |
| 6    | Finnland         | 0    | 1      | 1      | 0       | 1       | 0        |
| 7    | BR Deutschland   | 0    | 1      | 0      | 3       | 1       | 0        |
| 8    | Ungarn           | 0    | 0      | 1      | 0       | 2       | 2        |
| 9    | Jugoslawien      | 0    | 0      | 1      | 0       | 2       | 0        |
| 10   | Belgien          | 0    | 0      | 1      | 0       | 0       | 0        |
| 11   | Tschechoslowakei | 0    | 0      | 0      | 2       | 0       | 1        |
| 12   | DDR              | 0    | 0      | 0      | 1       | 0       | 1        |
| 13   | Österreich       | 0    | 0      | 0      | 0       | 1       | 0        |
|      | Italien          | 0    | 0      | 0      | 0       | 1       | 0        |
| 15   | Dänemark         | 0    | 0      | 0      | 0       | 0       | 1        |
|      | Frankreich       | 0    | 0      | 0      | 0       | 0       | 1        |

## Freistil, Männer

### Ergebnisse

#### Kategorie bis 48 kg
| Platz | Land             | Sportler          |
| ----- | ---------------- | ----------------- |
| 1     | Bulgarien        | Rumen Jordanow    |
| 2     | Sowjetunion      | Arshak Sanonjan   |
| 3     | Polen            | Wladyslaw Olejnik |
| 4     | Italien          | Claudio Pollio    |
| 5     | Ungarn           | Laszlo Rasovan    |
| 6     | Rumänien         | Romică Rașovan    |
| 6     | Tschechoslowakei | Jan Hribik        |
| 6     | Türkei           | Ömer Sakizi       |

Titelverteidiger: Arschak Sanonjan, UdSSR

#### Kategorie bis 52 kg
| Platz | Land           | Sportler         |
| ----- | -------------- | ---------------- |
| 1     | Bulgarien      | Nermedin Selimow |
| 2     | Sowjetunion    | Iragi Schugajew  |
| 3     | Polen          | Władysław Stecyk |
| 4     | Ungarn         | Lajos Szabó      |
| 5     | BR Deutschland | Fritz Niebler    |
| 6     | Türkei         | Aslan Seyhanlı   |

Titelverteidiger: Iragi Schugajew, UdSSR

#### Kategorie bis 57 kg
| Platz | Land           | Sportler             |
| ----- | -------------- | -------------------- |
| 1     | Sowjetunion    | Gurgen Baghdassarjan |
| 2     | Bulgarien      | Iwan Sotschew        |
| 3     | Rumänien       | Aurel Neagu          |
| 4     | Ungarn         | Sándor Németh        |
| 5     | DDR            | Bernd Bobrich        |
| 5     | Polen          | Marian Skubacz       |
|       |                |                      |
| 8     | BR Deutschland | Hans Partsch         |
|       |                |                      |
| 10    | Schweiz        | Bruno Kuratli        |

Titelverteidiger: Sergei Beloglasow, UdSSR

#### Kategorie bis 62 kg
| Platz | Land         | Sportler                 |
| ----- | ------------ | ------------------------ |
| 1     | Sowjetunion  | Magomedgassan Abuschew   |
| 2     | Bulgarien    | Simeon Schterew          |
| 3     | Ungarn       | Zoltán Szalontai         |
| 4     | Polen        | Jan Szymański            |
| 5     | Griechenland | Georgios Chatziioannidis |
| 6     | Italien      | Gianfranco Piroddu       |
|       |              |                          |
| 8     | DDR          | Erhard Pocher            |
|       |              |                          |
| 12    | Schweiz      | Rene Neyer               |

Titelverteidiger: Miho Dukow, Bulgarien

#### Kategorie bis 68 kg
| Platz | Land           | Sportler            |
| ----- | -------------- | ------------------- |
| 1     | Sowjetunion    | Saipulla Absaidow   |
| 2     | Bulgarien      | Iwan Jankow         |
| 3     | Polen          | Stanislaw Chilinski |
| 4     | Rumänien       | Octavian Dusa       |
| 5     | Finnland       | Pekka Rauhala       |
| 6     | DDR            | Eberhard Probst     |
| 7     | BR Deutschland | Michael Kühn        |
|       |                |                     |
| 12    | Österreich     | Hubert Brötzner     |

Titelverteidiger: Nikolai Petrenko, UdSSR

#### Kategorie bis 74 kg
| Platz | Land             | Sportler                |
| ----- | ---------------- | ----------------------- |
| 1     | BR Deutschland   | Martin Knosp            |
| 2     | DDR              | Reinhold Steingräber    |
| 3     | Sowjetunion      | Giorgi Makassarischwili |
| 4     | Tschechoslowakei | Dan Karabín             |
| 5     | Bulgarien        | Alexander Nenew         |
| 6     | Polen            | Ryszard Ścigalski       |
|       |                  |                         |
| 9     | Schweiz          | Rudolf Marro            |
| 10    | Österreich       | Bartholomäus Brötzner   |

Titelverteidiger: Musan Abdul-Muslimow, UdSSR

#### Kategorie bis 82 kg
| Platz | Land           | Sportler          |
| ----- | -------------- | ----------------- |
| 1     | Bulgarien      | Ismail Abilow     |
| 2     | Sowjetunion    | Georgi Kalojew    |
| 3     | Österreich     | Günter Bussarello |
| 4     | Rumänien       | Vasile Tigonas    |
| 5     | DDR            | Peter Syring      |
| 6     | Schweden       | Sören Claesson    |
|       |                |                   |
| 12    | Schweiz        | Jimmy Martinetti  |
| 12    | BR Deutschland | Adolf Seger       |

Titelverteidiger: Oleg Alexejew, UdSSR

#### Kategorie bis 90 kg
| Platz | Land           | Sportler            |
| ----- | -------------- | ------------------- |
| 1     | Sowjetunion    | Oganes Oganesjan    |
| 2     | DDR            | Uwe Neupert         |
| 3     | Frankreich     | Christophe Andanson |
| 4     | Bulgarien      | Iwan Ginow          |
| 5     | Polen          | Aleksander Cichoń   |
| 6     | BR Deutschland | Peter Neumair       |

Titelverteidiger: Uwe Neupert, DDR

#### Kategorie bis 100 kg
| Platz | Land             | Sportler               |
| ----- | ---------------- | ---------------------- |
| 1     | Sowjetunion      | Magomed Magomedow      |
| 2     | Bulgarien        | Slawtscho Tscherwenkow |
| 3     | DDR              | Harald Büttner         |
| 4     | Türkei           | Sitki Kadiroglu        |
| 5     | Rumänien         | Vasile Pușcașu         |
| 6     | Tschechoslowakei | Julius Strnisko        |

Titelverteidiger: Ilja Mate, UdSSR

#### Kategorie über 100 kg
| Platz | Land             | Sportler           |
| ----- | ---------------- | ------------------ |
| 1     | Bulgarien        | Petar Iwanow       |
| 2     | Sowjetunion      | Salman Chassimikow |
| 3     | Polen            | Adam Sandurski     |
| 4     | Ungarn           | József Balla       |
| 5     | Rumänien         | Andrei Ianko       |
| 6     | DDR              | Roland Gehrke      |
| 6     | Tschechoslowakei | Oldřich Vlasák     |
| 6     | Türkei           | Kazım Yıldırım     |

Titelverteidiger: Salman Chassimikow, UdSSR

### Medaillenspiegel
| Rang | Land             | Gold | Silber | Bronze | Vierter | Fünfter | Sechster |
| ---- | ---------------- | ---- | ------ | ------ | ------- | ------- | -------- |
| 1    | Sowjetunion      | 5    | 4      | 1      | 0       | 0       | 0        |
| 2    | Bulgarien        | 4    | 4      | 0      | 1       | 1       | 0        |
| 3    | BR Deutschland   | 1    | 0      | 0      | 0       | 1       | 1        |
| 4    | DDR              | 0    | 2      | 1      | 0       | 2       | 2        |
| 5    | Polen            | 0    | 0      | 4      | 1       | 2       | 1        |
| 6    | Ungarn           | 0    | 0      | 1      | 3       | 1       | 0        |
| 7    | Rumänien         | 0    | 0      | 1      | 2       | 2       | 1        |
| 8    | Frankreich       | 0    | 0      | 1      | 0       | 0       | 0        |
|      | Österreich       | 0    | 0      | 1      | 0       | 0       | 0        |
| 10   | Tschechoslowakei | 0    | 0      | 0      | 1       | 0       | 3        |
|      | Türkei           | 0    | 0      | 0      | 1       | 0       | 3        |
| 12   | Italien          | 0    | 0      | 0      | 1       | 0       | 1        |
| 13   | Griechenland     | 0    | 0      | 0      | 0       | 1       | 0        |
|      | Finnland         | 0    | 0      | 0      | 0       | 1       | 0        |
| 15   | Schweden         | 0    | 0      | 0      | 0       | 0       | 1        |

## Medaillenspiegel (beide Stilarten)
| Rang | Land             | Gold | Silber | Bronze | Vierter | Fünfter | Sechster |
| ---- | ---------------- | ---- | ------ | ------ | ------- | ------- | -------- |
| 1    | Sowjetunion      | 10   | 7      | 2      | 0       | 0       | 0        |
| 2    | Bulgarien        | 7    | 4      | 4      | 2       | 1       | 1        |
| 3    | Polen            | 1    | 1      | 4      | 2       | 3       | 2        |
| 4    | Rumänien         | 1    | 1      | 2      | 4       | 4       | 1        |
| 5    | BR Deutschland   | 1    | 1      | 0      | 3       | 2       | 1        |
| 6    | Schweden         | 0    | 3      | 0      | 0       | 1       | 1        |
| 7    | DDR              | 0    | 2      | 1      | 1       | 2       | 3        |
| 8    | Finnland         | 0    | 1      | 1      | 0       | 2       | 0        |
| 9    | Ungarn           | 0    | 0      | 2      | 3       | 3       | 2        |
| 10   | Jugoslawien      | 0    | 0      | 1      | 0       | 2       | 0        |
| 11   | Österreich       | 0    | 0      | 1      | 0       | 1       | 0        |
| 12   | Frankreich       | 0    | 0      | 1      | 0       | 0       | 1        |
| 13   | Belgien          | 0    | 0      | 1      | 0       | 1       | 0        |
| 14   | Tschechoslowakei | 0    | 0      | 0      | 3       | 0       | 4        |
| 15   | Italien          | 0    | 0      | 0      | 1       | 1       | 1        |
| 16   | Türkei           | 0    | 0      | 0      | 1       | 0       | 3        |
| 17   | Griechenland     | 0    | 0      | 0      | 0       | 1       | 0        |
| 18   | Dänemark         | 0    | 0      | 0      | 0       | 0       | 1        |